# Cosamaloapan de Carpio (municipalité)

La municipalité de Cosamaloapan de Carpio est l'une des 212 municipalités de l'État de Veracruz, et est située dans la partie sud-est de cet État, au Mexique. Celle-ci se trouve au sud du golfe du Mexique, dans la plaine côtière, le long de la rive occidentale du fleuve Río Papaloapan. Elle confine à l'extrême sud avec l'État de Oaxaca. Son chef est la ville de Cosamaloapan. Cette municipalité dépend de la région administrative de Papaloapan, qui est une des 10 subdivisions administratives de l'État de Veracruz.

## Géographie
La municipalité de Cosamaloapan de Carpio s'étend du nord-est au sud-ouest en rive gauche du fleuve Río Papaloapan, qui effectue sa confluence avec la rivière Río Tonto sur ses confins sud. Cette même rivière marque ensuite la limite administrative entre les États de Veracruz et de Oaxaca. Son chef-lieu est la ville de Cosamaloapan, qui se trouve à l'extrémité nord-est de son territoire, proche du Río Papaloapan. Ce territoire couvre une superficie de 518,2 km2, et était peuplé en 2015 de 57 147 habitants, pour une densité de 110,3 km2.
La municipalité est limitrophe au nord de celle d'Ixmatlahuacan, à l'ouest de celles de Tierra Blanca et de Tres Valles, au sud, dans l'État de Oaxaca, de celle de San Juan Bautista Tuxtepec, au sud-est, à nouveau dans l'État de Veracruz, de celles de Otatitlán, de Tlacojalpan, de Tuxtilla et de Chacaltianguis, enfin à l'est de celle de Carlos A. Carrillo.

## Composition et démographie
La municipalité était composée en 2015 de 154 localités, dont 4 étaient considérées comme urbaines, les autres étant rurales.
| Localité                                | Population |
| --------------------------------------- | ---------- |
| Cosamaloapan                            | 30 577     |
| Gabino Barreda                          | 4726       |
| Nopaltepec                              | 3127       |
| Paraíso Novillero                       | 2538       |
| Poblado Dos (Ampliación Piedras Negras) | 2380       |
| Reste des localités                     | 14 018     |
| Total population                        | 57 366     |

En plus de l'espagnol, une langue amérindienne est parlée dans la municipalité : le chinantèque, le mazatèque, le mixtèque, le zapotèque et le nahuatl.

## Histoire
La municipalité est créée en 1831. Son nom est modifié par décret en 1918, et "Carpio" lui est adjoint, selon le nom Manuel Eulogio Carpio Hernández, important médecin et intellectuel mexicain, ayant vécu dans la première moitié du XIXe siècle. Elle cède en 1988 une part de son territoire pour la création de la municipalité de Tres Valles.

## Économie

### Agriculture et élevage
La superficie des parcelles semées représentait en 2016 une surface totale de 28 199,5 hectares, parmi lesquels 25 927,6 hectares étaient voués à la culture de la canne à sucre, 1037 hectares étaient voués à la culture du maïs, et 453 hectares voués à celle du riz.
En 2016, la production de viande par tonnes comprenait 365 tonnes de viande bovine, 122 tonnes de viande porcine, 36 tonnes de viande ovine, 117 tonnes de volailles et 6 tonnes de dinde. La superficie vouée à l'élevage représentait alors 12 469 hectares.